# Jemaa
Jemma és una ciutat de Nigèria, a l'estat de Kaduna, capital d'una LGA (Local Government Area) i antiga capital de l'emirat de Jamaa. La ciutat està situada prop dels turons Darroro i a la carretera de Jos a Jagindi. La LGA té una població de 278.735 habitants (2006) dins de la qual es troba Kafanchan, designada capital el 1933.
La mineria d'estany continua sent una activitat important, però la majoria dels habitants de Jemma són agricultors, que conreen cotó, cacauet i gingebre com a cultius comercials i la melca i el mill per a la subsistència diària. Un dispensari del govern serveix la ciutat.